# Vojtěch Kubinčák
Vojtěch Kubinčák (* 4. února 1979, Most) je bývalý český hokejový útočník, který odehrál 14 sezón za extraligový Litvínov. Po následujícím čtyřletém angažmá v HC Most (2014–2017) nastupoval za HC Trutnov ve třetí lize, poslední sezónu kariéry odehrál za HC Draci Bílina.

## Hráčská kariéra
- 1997/1998 HC Chemopetrol Litvínov
- 1998/1999 HC Chemopetrol Litvínov
- 1999/2000 HC Chemopetrol Litvínov, 1999/2000 KLH Chomutov
- 2000/2001 HC Chemopetrol Litvínov
- 2001/2002 HC Chemopetrol Litvínov
- 2002/2003 Bílí Tygři Liberec, HC Sparta Praha
- 2003/2004 HC Chemopetrol Litvínov
- 2004/2005 HC Chemopetrol Litvínov, 2004/2005 BK Mladá Boleslav
- 2005/2006 HC Chemopetrol Litvínov, 2004/2005 BK Mladá Boleslav
- 2006/2007 HC Chemopetrol Litvínov
- 2007/2008 HC Litvínov
- 2008/2009 HC Litvínov
- 2009/2010 HC Benzina Litvínov
- 2010/2011 HC Benzina Litvínov
- 2011/2012 HC Verva Litvínov
- 2012/2013 HC Verva Litvínov, Piráti Chomutov
- 2013/2014 Piráti Chomutov